# Il Ragguaglio Libraio
Il Ragguaglio Librario fue una revista mensual italiana de crítica literaria que se publicó desde 1933 hasta finales de 1996.
La revista prestó particular atención a la literatura que se producía en el mundo católico. La característica más importante de esta publicación fue el respeto por la obra literaria y el espíritu del escritor.
Durante los años de la contestación en Europa, Il Ragguaglio Librario fue un puente entre el mundo católico y escritores que provenían de una cultura marxista. El espíritu revolucionario de Italia después de la Segunda Guerra Mundial se expresaba en autores como Pier Paolo Pasolini, Primo Mazzolari, Eugenio Montale, Alberto Moravia y otros muchos.
La revista se dejó de publicar en 1996, después de la muerte de su último director: el poeta Giovanni Cristini (1925 - 1995).